# Gamanthus
Gamanthus es un género de plantas fanerógamas con cinco especies aceptadas de la familia Amaranthaceae.
Algunos autores lo consideran un sinónimo del género Halanthium.

## Descripción
Son hierbas anuales, con hojas bien desarrolladas, alternas u opuestas, carnosas, con o sin mucrón, semi-amplexicaules. Flores bisexuales, sésiles,  casi envueltas en las axilas de las hojas o bases. En el momento de la fructificación las hojas y brácteas endurecidas se expanden formando una estructura muy dura en forma de nuez, que encierra las 2 semillas. Frutas comprimidas. Semillas verticales.

## Taxonomía
El género fue descrito por Alexander von Bunge y publicado en Mémoires de l'Académie Impériale des Sciences de Saint Pétersbourg, Septième Série (Sér. 7) 4(11): 76. 1862. La especie tipo es:  Gamanthus pilosus (Pall.) Bunge

## Especies  aceptadas
- Gamanthus commixtus Bunge
- Gamanthus ferganicus Iljin
- Gamanthus gamocarpus  (Moq.) Bunge
- Gamanthus leucophysus Botsch.
- Gamanthus pilosus (Pall.) Bunge